# Cele cinci legi ale biblioteconomiei
Cele cinci legi ale biblioteconomiei alcătuiesc o teorie pe care S. R. Ranganathan a propus-o în 1931, prin care detaliază principiile de funcționare a unui sistem de bibliotecă. Mulți bibliotecari din întreaga lume acceptă aceste legi ca fiind fundamentale pentru filosofia lor.
Aceste legi, așa cum sunt prezentate în The Five Laws of Library Science (Cele cinci legi ale biblioteconomiei) a lui Ranganathan, sunt:
1. Cărțile sunt pentru a fi folosite.
2. Fiecare persoană cu cartea sa.
3. Fiecare carte cu cititorul ei.
4. Economisiți timpul cititorului.
5. O bibliotecă este un organism în creștere.[3]

## Prezentare generală

### Prima lege: Cărțile sunt pentru a fi folosite
Prima lege a biblioteconomiei, „Cărțile sunt pentru a fi folosite”, constituie baza serviciilor bibliotecii. Potrivit acestei legi, cărțile din biblioteci nu sunt menite să fie inaccesibile utilizatorilor. Ranganathan a observat că deseori cărțile erau prinse cu lanțuri tocmai pentru a preveni luarea lor de pe raft și că se punea accentul pe depozitare și conservare, mai degrabă decât pe utilizare. Deși nu a respins importanța conservării și depozitării, el a afirmat că scopul acestor activități ar trebui să fie promovarea utilizării. Fără accesul utilizatorului la materiale, aceste articole își pierd din valoare. Punând accentul pe utilizare, dr. Ranganathan a reorientat atenția din domeniu asupra problemelor legate de acces, cum ar fi locația bibliotecii, criteriile de împrumut, orele și zilele de funcționare, calitatea personalului și chestiuni banale, cum ar fi mobilierul bibliotecii și reglarea temperaturii.

### A doua lege: Fiecare persoană cu cartea sa
Cea de-a doua lege a biblioteconomiei, „Fiecare persoană cu cartea sa”, presupune că bibliotecarii trebuie să deservească o gamă variată de preferințe, să procure literatura necesară pentru a satisface o mare diversitate de cerințe și să se abțină de la prejudecăți sau să critice din ce domenii alege fiecare să citească. Bibliotecarii ar trebui să respecte faptul că fiecare individ este unic și că fiecare are gusturi diferite în ceea ce privește cărțile pe care le alege. După publicarea Celor cinci legi ale biblioteconomiei, Ranganathan a numit copiii, persoanele cu dizabilități fizice, artizanii, adulții nou alfabetizați, persoanele cu dizabilități intelectuale, persoanele din clasa muncitoare și persoanele cu interese de nișă drept grupuri specifice de potențiali cititori care sunt serviți prin aplicarea celei de-a doua legi. În plus, o colecție de bibliotecă trebuie să reprezinte comunitatea pe care o deservește.

### A treia lege: Fiecare carte cu cititorul ei
A treia lege a biblioteconomiei, „Fiecare carte cu cititorul ei”, înseamnă că în bibliotecă există un loc pentru fiecare carte, chiar dacă doar un mic grup demografic ar putea fi interesat de ea. Ranganathan a clarificat mai târziu că prin termenul „carte” poate fi înțeles orice document.

### A patra lege: Economisiți timpul cititorului
A patra lege a biblioteconomiei, „Economisiți timpul cititorului”, implică faptul ca toți utilizatorii să își poată procura materialele dorite rapid și eficient. Practica biblioteconomiei creează sisteme, servicii, fluxuri de lucru, ghiduri și cadre în avantajul utilizatorului. Ranganathan a spus că prin a patra lege se economisește și timpul personalului bibliotecii, prin practici precum clasificarea și catalogarea centralizată, documentarea materialelor înainte de a le trimite bibliotecii care le-a solicitat și mecanizarea metodelor de recuperare a informațiilor.

### A cincea lege: O bibliotecă este un organism în creștere
A cincea lege a biblioteconomiei, „O bibliotecă este un organism în creștere”, înseamnă că o bibliotecă trebuie să fie o instituție dinamică, ce nu își condiționează niciodată evoluția. Ranganathan a identificat două tipuri de creștere: creșterea cantității de articole din colecția bibliotecii și creșterea privind îmbunătățirea calității generale a colecției prin înlocuirea materialelor deținute. Cărțile, metodele și locația fizică a bibliotecii trebuie actualizate în timp. Trebuie să se ia în considerare extinderea spațiului fizic, dar în secolul al XXI-lea acest lucru a ajuns să reflecte platformele cu formate multiple pe care o colecție le poate îngloba.

## Variante

### Legea parcimoniei
Ranganathan a mai scris și despre ceea ce el a numit „Legea parcimoniei”. Potrivit acestei legi, resursele financiare nu ar trebui alocate, de regulă, cărților cu un public limitat.

### Alte variante
În 1998, Michael Gorman, fost președinte al Asociației Americane de Biblioteci, a recomandat următoarele legi, în plus față de cele cinci ale lui Ranganathan:
1. Bibliotecile servesc omenirea.
2. Respectă toate formele prin care se comunică cunoștințele.
3. Utilizează tehnologia în mod inteligent pentru a îmbunătăți serviciile.
4. Protejează accesul liber la cunoaștere.
5. Onorează trecutul și creează viitorul.[13]

Gorman a reiterat aceste legi în capitolul 1 al cărții sale Future Libraries: Dreams, Madness, & Realities, care a fost scrisă în colaborare cu Walt Crawford, și în Our Singular Strengths: Meditations for Librarians.
În 2004, bibliotecarul Alireza Noruzi a recomandat aplicarea legilor lui Ranganathan pe Internet:
1. Resursele web sunt destinate utilizării.
2. Fiecare utilizator are resursa sa web.
3. Fiecare resursă web are utilizatorul său.
4. Economisiți timpul utilizatorului.
5. Web-ul este un organism în creștere.[14]

În 2008, bibliotecarul Carol Simpson a recomandat următoarele modificări ale legilor lui Ranganathan pentru a reflecta bogăția mijloacelor media:
1. Media este pentru utilizare.
2. Fiecare patron cu informațiile sale.
3. Fiecare mediu cu utilizatorul său.
4. Salvați timpul patronului.
5. Biblioteca este un organism în creștere.[15]

În 2016, dr. Achala Munigal a recomandat următoarele modificări ale legilor lui Ranganathan, ca urmare a introducerii și aplicării instrumentelor sociale în biblioteci:
1. Rețelele de socializare sunt folosite din ce în ce mai mult în biblioteci de către bibliotecari.
2. Fiecare utilizator are instrumentul său social.
3. Fiecare instrument social are utilizatorul său.
4. Economisiți timpul utilizatorului furnizând informațiile pe care le caută prin folosirea instrumentului social cu care este familiarizat.
5. Social Media este un organism în creștere, cu diverse instrumente și aplicații introduse în fiecare zi. Bibliotecile nu mai înseamnă doar cărămidă și piatră. Ele deservesc atât membrii cât și non-membrii în ceea ce privește serviciul de bibliotecă non-tradițional, indiferent de spațiu și timp.[16]

În 2019, Basheerhamad Shadrach a propus cele cinci legi ale cunoașterii, adaptate după cele ale lui Ranganathan:
1. Cunoașterea este destinată utilizării în toate formele.
2. „Orice cetățean” are dreptul de a accesa toate formele de cunoaștere.
3. Orice fel de cunoaștere [si ] este accesibilă tuturor fără niciun fel de discriminare.
4. Salvați timpul tuturor celor care caută cunoștințe.
5. Un sistem de cunoștințe este unul care evoluează în timp pentru a îndeplini toate legile de mai sus.[17]